# Logonna-Daoulas
Logonna-Daoulas (tiếng Breton: Logonna-Daoulaz) là một xã của tỉnh Finistère, thuộc vùng Bretagne, miền tây bắc Pháp.

## Dân số
Người dân ở Logonna-Daoulas được gọi là Logonnais.